# جنگل‌آباد (رودبار جنوب)
جنگل‌آباد، روستایی از توابع بخش جازموریان، شهرستان رودبار جنوب در استان کرمان ایران است.

## جمعیت
این روستا در دهستان جازموریان قرار دارد و براساس سرشماری مرکز آمار ایران در سال ۱۳۹۵، سکنه آن کمتر از ۳ خانوار بوده‌است.